# رابيندرا سانجيت

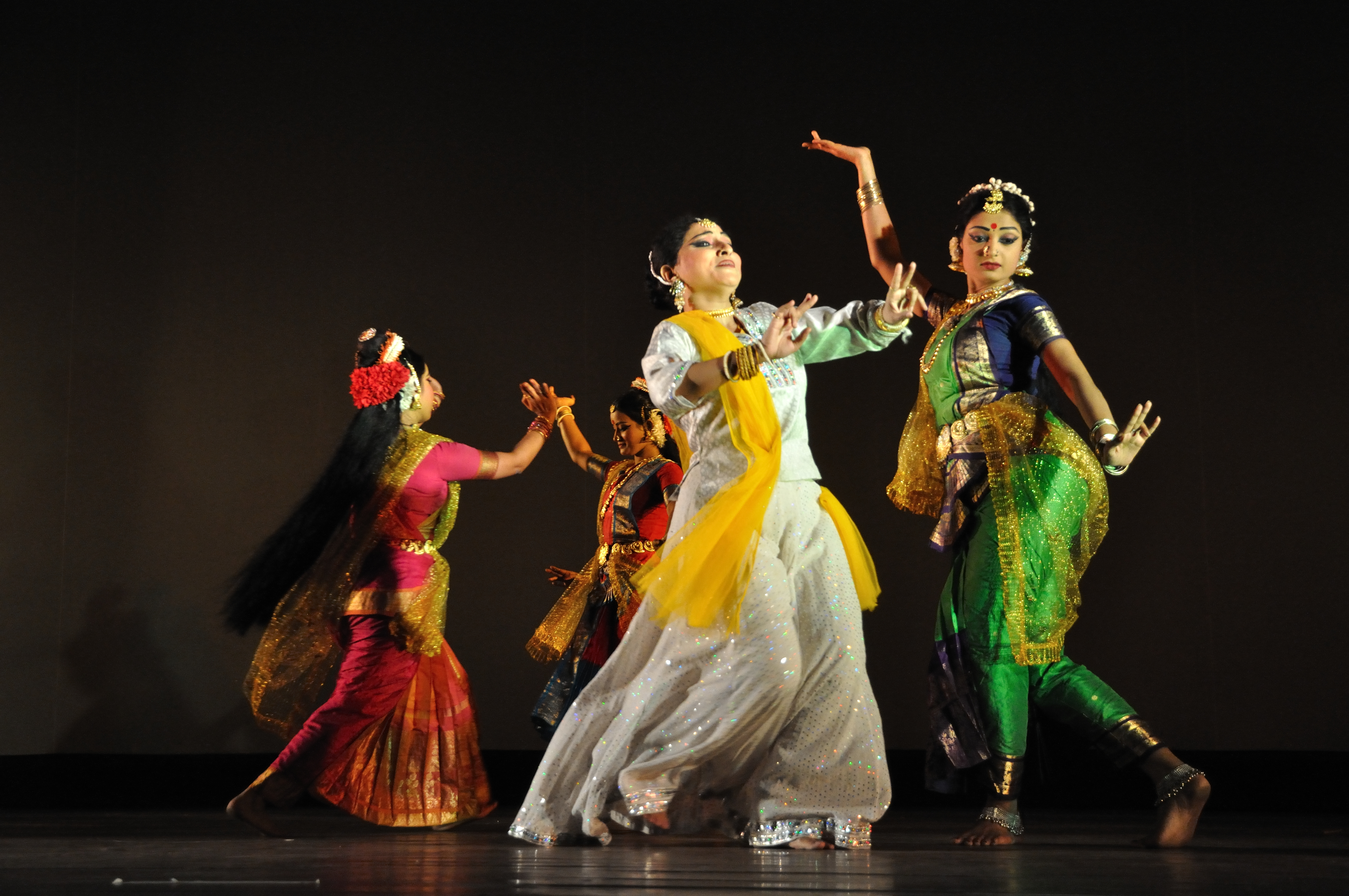
الرقص ويرافقه رابيندرا سانجيت

رابيندرا سانجيت(بالبنغاليةরবীন্দ্রসঙ্গীত)والمعروف أيضا باسم أغاني تاغور، هي أغاني مكتوبة ومكوّنة من قِبل البولنديين رابيندراناث طاغور، الحائز على جائزة نوبل في الأدب عام 1913. كان طاغور مؤلفًا غزير الإنتاج مع حوالي 2230 أغنية إلى رصيده. تتميز الأغاني بخصائص مميزة في موسيقى البنغال الشهيرة في الهند وبنغلادش. ويتميز بأدائه المميز أثناء الغناء الذي يحتوي على قدر كبير من الزخارف مثل الزخرفة، المرقي، إلخ، وهو مليء بتعبيرات الرومانسية. تعتمد الموسيقى في الغالب على الموسيقى الكلاسيكية الهندوستانية والموسيقى الكلاسيكية الكارانتية والألحان الغربية والموسيقى الشعبية الأصيلة في البنغال.

## التاريخ
تدمج رابيندرا سانجيت انسيابية في أدب طاغور، فمعظمها - قصائد أو أجزاء من الروايات أو القصص أو المسرحيات على حد سواء - كانت غنائية. وقد تأثروا بنمط ثومري للموسيقى الهندوستانية، وأداروا سلسلة كاملة من العاطفة البشرية، بدءا من ترانيماته البرمائية التعبدية الشبيهة بالبردين، إلى التراكيب شبه المثيرة.  أنها تحاكي اللون النغمي من راغاس الكلاسيكية بدرجات متفاوتة. محاكاة بعض الأغاني لحنا ونغمة لراجا بإخلاص؛ آخرون من العناصر الجديدة المخلوطة من راغاس المختلفة.  ومع ذلك، لم يكن حوالي تسعة أعشار أعماله بهانجا جان، حيث تم تجديد جسد الألحان مع «قيمة جديدة» من مجموعة مختارة من النكهات الغربية والهندوستانية والبنجالية وغيرها من النكهات الإقليمية «الخارجية» إلى ثقافة الأجداد الخاصة بتاجور. و حاول العلماء أن يقيسوا القوة العاطفية لمجموعة من راجاس الهندوستاني:
.» – ريبا سوم، رابندراناث طاغور
المغني للأغنيته."
وقد أثر تاغر على السيتار مايسترو ولايتي خان وساروديا بوداديديف داسجوبتا وأمجد علي خان.  إن أغانيه شائعة على نطاق واسع وتغذي روح البنغالية إلى حد ربما تنافس تأثير شكسبير على العالم الناطق بالإنجليزية. ويقال إن أغانيه هي نتاج خمسة قرون من الأدب البنجالي الأدبي والطائفي وقال دهان جوبال موكرجي أن هذه الأغاني تتجاوز الدنيوية إلى الجمالية وتعبر عن جميع النطاقات وفئات المشاعر الإنسانية. وأعطى الشاعر صوتًا للجميع - كبيرًا أو صغيرًا، غنيًا أو فقيرًا. يجوب ملاحق الغانج الفقراء والمالك الغني عواطفهم في نفوسهم. فلقد ولدوا مدرسة مميزة للموسيقى يمكن لممارسيها أن يكونوا تقليديين بشراسة: فلقد جذبت التفسيرات الجديدة اللوم الشديد في كل من بنغال الغربية وبنغلادش.
بالنسبة إلى البنغاليين، فإن جاذبية الأغاني، التي تنبثق من مزيج من القوة العاطفية والجمال الموصوف على أنه يتفوق حتى على شعر طاغور، كان من الملاحظ أن «المودرن ريفيو» لاحظ أن «هنا في البنغال لا يوجد منزل مثقف حيث لا تغنى أغاني رابيندراناث أو على الأقل تحاول أن تغنى... حتى القرويين الأميين يغنون أغانيه».. قدم الملاحظ اه فوكس سترانجزويز غير البنغاليين إلى رابيندرا سانجيت في الموسيقى الهندوستانية، واصفا إياه بأنه «وسيلة للشخصية... تذهب وراء هذا النظام أو ذاك الموسيقى إلى ذلك الجمال الصوتي الذي وضعته جميع الأنظمة أيديهم للاستيلاء.»
في عام 1971، أصبح عمار شونار البنغالي النشيد الوطني لبنغلاديش. لقد كان مكتوباً - من سخرية القدر - للاحتجاج على التقسيم 1905 للبنغال على أسس طائفية: فغالبته من تقطيع شرق البنغال ذي الأغلبية المسلمة من البنغال الغربية التي يهيمن عليها الهندوس وكان من أجل تفادي حمام دم إقليمي. فرأى طاغور التقسيم بمثابة حيلة لإعاقة حركة الاستقلال، وكان يهدف إلى إعادة إحياء الوحدة البنغالية وقسوة الطائفية. كتبت جانا جانا مانا في شادهو - بهاشا، وهو سجل سنسكريتي من البنغالية، وهو الأول من خمسة مقاطع من ترنيمة براهمو التي ألفتها طاغور. تم غناؤها لأول مرة في عام 1911 في جلسة كالكوتا للكونغرس القومي الهندي وتم تبنيها عام 1950 من قبل الجمعية التأسيسية لجمهورية الهند كنشيد وطني لها.

## الأغاني
وتسمى أغانيه ببراعة رابيندرا سانجيت، وتغطي مواضيع من النزعة الإنسانية، البنيوية، الاستبطان، علم النفس، الرومانسية، التوق، الحنين إلى الماضي، التأمل، الحداثة. عملت طاغور في المقام الأول مع موضوعين: الأول، الكائن البشري، الكائن وكون هذا الكائن البشري، والثانية، الطبيعة، بكل أشكالها وألوانها العديدة، والعلاقة بين الإنسان والطبيعة وكيف تؤثر الطبيعة السلوك والتعبيرات عن البشر. كان بهانوسيمها ثاكورير بادافالي (أو بهانوويشر بادابالي)، واحدة من أقدم أعمال طاغور في الموسيقى، في المقام الأول في لغة مشابهة ومختلفة من البنغالية - هذه اللغة، براجابولي، مشتقة من لغة ترانيم فياشناف، ونصوص مثل جياديفا جيتا جوفندا، ويمكن العثور على بعض التأثيرات من اللغة السنسكريتية، من خلال التعليم المنزلي المكثف في طاغور في بيورانس، يوباني شادس، وكذلك في النصوص الشعرية مثل Megadūta Kalidasa و Abhigyanam Shakuntalam.
كان طاغور واحداً من أعظم الرواة في كل العصور، وطوال حياته، نجد تيار روايته من خلال جميع أعماله التي تتصاعد مع الاضطرابات في نفسية الناس من حوله، وكذلك مع تغيرات الفصول. من استعارة المجاز، وغالباً ما يكون من الصعب تحديد المعنى الحقيقي الذي يكمن وراء نصوصه، لكن ما هو عظيم حقاً في طاغور، هو أن أغانيه يمكن التعرف عليها بأي مزاج ممكن، مع كل موقف ممكن يواجهه شخص ما. على مدار الحياة. هذا يعزز حقا فكرة أن رابيندرا سانجيت في جوهرها بعض الشعر القوي بشكل لا يصدق. أثر الأوبنشاد على كتاباته طوال حياته، وموسيقاه التعبدية تُعالج دائما تقريبا إلى كيان غير حيوي، إله شخصي، إله خاص، يسميه الحداثيون الآخر.
كان رابيندراناث طاغور أمينًا للأنماط اللحنية والتركيبية. ففي أثناء رحلاته في جميع أنحاء العالم، كان على اتصال بالسرد الموسيقي للغرب، في جنوب الهند، وتنعكس هذه الأنماط في بعض أغانيه. هناك عدة تصنيفات من عمله. تلك التي يستخدمها المبتدئون في أغلب الأحيان هي التي تعتمد على النوعية (بوجا بورجاي)، الرومانسية (بريم بورجاي) [ملاحظة: غالبًا ما يصعب، إن لم يكن مستحيلاً، عند سماع أغنية، لتحديد ما إذا كانت تقع في النوع التعبدية أو الرومانسية. الخط الفاصل بين الاثنين غير واضح، بإبداعات معينة من طاغور نفسه، على سبيل المثال، توماري كورياشي جوبينيرو دهروبوتارا. أيضا، طاغور لم يجعل هذه الانقسامات. فقط بعد وفاته شعرت الحاجة للتصنيف وللتجميع وبالتالي الحفاظ على عمله، ولدت نظام تصنيف النوع من هذه الحاجة.] الموسمية (بروكريتي بورجاي) - الصيف (قريشوو)، الموسمية (بورشا)، الخريف (شورتو)، في وقت مبكر من فصل الشتاء (هيمونتو)، الشتاء (ورقة)، الربيع (بوشونتو)؛ متنوعة (بيشيترو)، وطني (ديشاتموبودهوك). على الرغم من أن ديشاتموبودهوك والوطنية هما مفهومان متطابقان تمامًا، إلا أن صعوبات الترجمة تقدم نفسها، باستثناء الأغاني المحددة لأحداث أو مناسبات معينة (انوشوتثانك) والأغاني التي قام بتأليفها للعديد من مسرحياته ومسرحيات الرقص.

## المجموعات
يدعى الكتاب الذي يشكل مجموعة من جميع الأغاني التي يبلغ عددها 2233 أغنية كتبها رابندرانات جيتابيتان  («حديقة الأغاني»)  ويشكل جزءًا هامًا من المواد التاريخية الموجودة والمتعلقة بالتعبير الموسيقي البنغالي. الأجزاء الرئيسية الستة من هذا الكتاب هي بوجا (العبادة)، بر يم (الحب)، براكريتي (مواسم)، سوادش (الوطنية)، انوشوتثانك (مناسبة خاصة)، بيشيترو (متنوعة) ونريتيوناتايا (مسرحيات الرقص والمسرحيات الغنائية). 
يحتوي سوارابيتان، المنشور في 64 مجلدًا، على نصوص 1721 من الأغاني وملاحظاتهم الموسيقية. وتم نشر المجلدات لأول مرة بين عامي 1936 و 1955. [بحاجة لمصدر]
المجموعات السابقة، جميعها مرتبة ترتيبًا زمنيًا، تشمل رابي شهاي (1885)، جانر باهي وفالماكي براتيبها (1893)، جان (1908)، ودهارماشونجيت (1909). 

## التأثير التاريخي
كان رابيندرا سانجيت جزءًا لا يتجزأ من ثقافة البنغال لأكثر من قرن. أصبح الراهب الهندوسي والمصلح الاجتماعي الهندي «سوامي فيفيكاناندا» معجبا ب «رابيندرا سانغيت» في شبابه. قام بتأليف الموسيقى بأسلوب رابيندرا سانغيت، على سبيل المثال غاجانير ثالي في راجا جايجيفانتي.
العديد من أغاني طاغور تشكل تراتيل العبادة والأناشيد في العديد من الكنائس في كولكاتا والبنغال الغربية. بعض الأمثلة هي Aaguner Poroshmoni و Aanondoloke Mongolaloke.

### الترقيم
اعتبارًا من يوليو 2016، تمت ترقيم 78660 رابيندرا سانغيت بواسطة ساريجاما وهي متاحة عبر الإنترنت للتنزيل.

## مطربين رابيندرا سانجيت البارزين

### مطربين رابيندرا سانجيت من البنغال
```
بعض مطربين رابيندرا سانجيت المعروفين هم:
* 
Abdul Ahad
```

- Abhirup Guhathakurta
- Aditi Mohsin
- Amiya Tagore
- Arabinda Biswas
- Arghya Sen
- Ashoketaru Bandyopadhyay
- Banani Ghosh
- Chinmoy Chattopadhyay
- Debabrata Biswas
- Dwijen Mukhopadhyay
- Hemanta Kumar Mukhopadhyay
- Jayati Chakrobarty
- K. L. Saigal
- كبير سومان
- Kalim Sharafi
- كمال أحمد
- Kanika Bandyopadhyay
- Suchitra Mitra
- ك. ك. داي
- Laisa Ahmed Lisa
- Lopamudra Mitra
- Malati Ghosal
- Mohan Singh Khangura
- Nilima Sen
- Pankaj Mullick
- Piyushkanti Sarkar
- Pramita Mallick
- Swapna Ghoshal
- Purba Dam
- Rajashree Bhattacharya
- Rezwana Chowdhury Banya
- Ritu Guha
- Sadi Mohammad
- Sagar Sen
- Sahana Bajpaie
- Sandhya Mukhopadhyay
- Santidev Ghosh
- Santosh Sengupta
- Santosh Thakur
- Srinanda Mukhopadhyay
- Shreya Guhathakurta
- Srabani Sen
- Srikanto Acharya
- Subinoy Roy
- Swagatalakshmi Dasgupta
- Susmita Patra
- SM Al Mahin
- Shama Rahman

### فنانون من صناعة السينما
- ألكا ياجنيك
- أريجيت سينغ
- Abhradeep Dutta
- Babul Supriyo
- بابي لاهيري
- Gita Ghatak
- Kavita Krishnamurthy
- كيشور كومار
- كومار سانو
- Roopa Ganguly
- Ruma Guha Thakurta
- Shaan (singer)
- شريا غوشال
- Clinton Cerejo

### الأشغال المذكورة
- Dasgupta، Sanjukta؛ Guha، Chinmoy (2013). Tagore-At Home in the World. SAGE Publications. ISBN:978-81-321-1084-2. مؤرشف من الأصل في 2017-03-31.
- Furrell، James Wyburd (1882). The Tagore Family: A Memoir. Kegan Paul, Trench, & Company. مؤرشف من الأصل في 2020-01-24.
- Ghosh، Santidev (2006). Rabindrasangeet Vichitra - Rabindra Sangeet Miscellany. Concept Publishing Company. ISBN:978-81-8069-305-2. مؤرشف من الأصل في 2017-03-28.
- Sigi، Rekha (2006). Gurudev Ravindra Nath Tagore A Biography. Diamond Pocket Books (P) Ltd. ISBN:978-81-89182-90-8. مؤرشف من الأصل في 2020-01-25.
- Som، Reba (2010). Rabindranath Tagore: The Singer and His Song. Viking (نُشِر في 26 مايو 2010). ISBN:978-0-670-08248-3. مؤرشف من الأصل في 2019-10-31.
- Tagore، Rabindranath (2007). Boyhood Days. Penguin Books India. ISBN:978-0-14-333021-9. مؤرشف من الأصل في 2020-01-25.
- Tagore، Rabindranath؛ Dutta، K. (editor)؛ Robinson، A. (editor) (1997)، Selected Letters of Rabindranath Tagore، Cambridge University Press (نُشِر في 28 يونيو 1997)، ISBN:978-0-521-59018-1 {{استشهاد}}: |مؤلف2-الأول= باسم عام (مساعدة)

## روابط خارجية
- tagoreweb.in, contains complete works of Tagore, including his songs,
- gitabitan.net. "Gitabitan of Rabindranath Tagore - An Encyclopedic Site". www.gitabitan.net. مؤرشف من الأصل في 2019-07-14.